# Selenops aissus
Selenops aissus là một loài nhện trong họ Selenopidae.
Loài này phân bố ở de noordelijke Caraïben và in de Florida Keys.
Loài này thuộc chi Selenops. Selenops aissus được miêu tả năm 1837 bởi Walckenaer.